# Santoshpur
Santoshpur là một thị trấn thống kê (census town) của quận Haora thuộc bang Tây Bengal, Ấn Độ.

## Địa lý
Santoshpur có vị trí 22°32′B 88°16′Đ / 22,53°B 88,27°Đ Nó có độ cao trung bình là 6 mét (19 feet).

## Nhân khẩu
Theo điều tra dân số năm 2001 của Ấn Độ, Santoshpur có dân số 7181 người. Phái nam chiếm 52% tổng số dân và phái nữ chiếm 48%. Santoshpur có tỷ lệ 74% biết đọc biết viết, cao hơn tỷ lệ trung bình toàn quốc là 59,5%: tỷ lệ cho phái nam là 80%, và tỷ lệ cho phái nữ là 69%. Tại Santoshpur, 12% dân số nhỏ hơn 6 tuổi.